# Carl Galster (Schauspieler, 1848)
Lucil Heinrich Christian Carl Galster (18. Dezember 1848 in Hamburg – 22. Juni 1931 in Berlin-Kaulsdorf) war ein deutscher Theaterschauspieler.

## Leben
Galster, der Sohn des Schauspielers Carl Galster, wirkte in Hamburg im Fache des jugendlichen Komikers und Naturburschen. Nachdem er in Neustrelitz, Bremen und Riga engagiert gewesen war, kam er 1883 ans Deutsche Theater in Berlin, wo er bis 1894 verblieb. In diesem Jahr nahm er ein Engagement am Lessingtheater an und zog sich zwei Jahre später ganz von der Bühne zurück.
Er war in erster Ehe mit Babette Agathe Dünkelmeyer († 1888) und in zweiter Ehe seit 28. März 1889 mit Maria Borsutzky verheiratet.
Seine Geschwister Cäsar Galster, Georgine Galster und Adele Garsò-Galster waren  allesamt ebenfalls Schauspieler.